# Неугодно
Неугодно (енгл. Awkward) америчка је телевизијска серија коју је створила Лорен Јунгерих за MTV. Прати Џену Хамилтон (Ешли Рикардс), тинејџерку која се бори са властитим идентитетом, посебно након несреће за коју њена околина види као покушај самоубиства.
Добила је позитивне рецензије, а телевизијски критичари су похвалили реализам и сценарио, као протагонисту, а била је уврштена у неколико топ-листа најбољих серија по избору критичара. Номинована је за неколико награда, као што су Награде по избору тинејџера и Награде по избору публике.

## Радња
Аутсајдерка Џена Хамилтон доживела је чудну несрећу коју њена околина види као покушај самоубиства. Она затим покреће блог који јој помаже да се носи са различитим средњошколским проблемима као што су невоље са момцима, притисак вршњака и одржавање пријатељства. Правећи промене и прихватајући своју несрећу, она одраста и постаје позната међу својим вршњацима, у добру или у злу.

## Улоге
| Глумац           | Улога          |
| ---------------- | -------------- |
| Ешли Рикардс     | Џена Хамилтон  |
| Бо Мирчоф        | Мети Макибен   |
| Ники Делок       | Лејси Хамилтон |
| Џилијан Роуз Рид | Тамара Каплан  |
| Брет Даверн      | Џејк Розати    |
| Моли Тарлов      | Сејди Сакстон  |
| Дези Лидић       | Валери Маркс   |
| Грир Грамер      | Лиса Милер     |
| Џесика Лу        | Минг Хуанг     |

## Епизоде
| Сезона | Сезона | Епизоде | Епизоде             | Оригинално емитовање | Оригинално емитовање |
| Сезона | Сезона | Епизоде | Епизоде             | Премијера            | Финале               |
| ------ | ------ | ------- | ------------------- | -------------------- | -------------------- |
|        | 1.     | 12      | 12                  | 19. јул 2011.        | 27. септембар 2011.  |
|        | 2.     | 12      | 12                  | 28. јун 2012.        | 20. септембар 2012.  |
|        | 3.     | 20      | 10                  | 16. април 2013.      | 11. јун 2013.        |
| 10     | 3.     | 20      | 22. октобар 2013.   | 17. децембар 2013.   |                      |
|        | 4.     | 21      | 11                  | 15. април 2014.      | 17. јун 2014.        |
| 10     | 4.     | 21      | 23. септембар 2014. | 25. новембар 2014.   |                      |
|        | 5.     | 24      | 12                  | 31. август 2015.     | 9. новембар 2015.    |
| 12     | 5.     | 24      | 15. март 2016.      | 24. мај 2016.        |                      |